# NIRCam

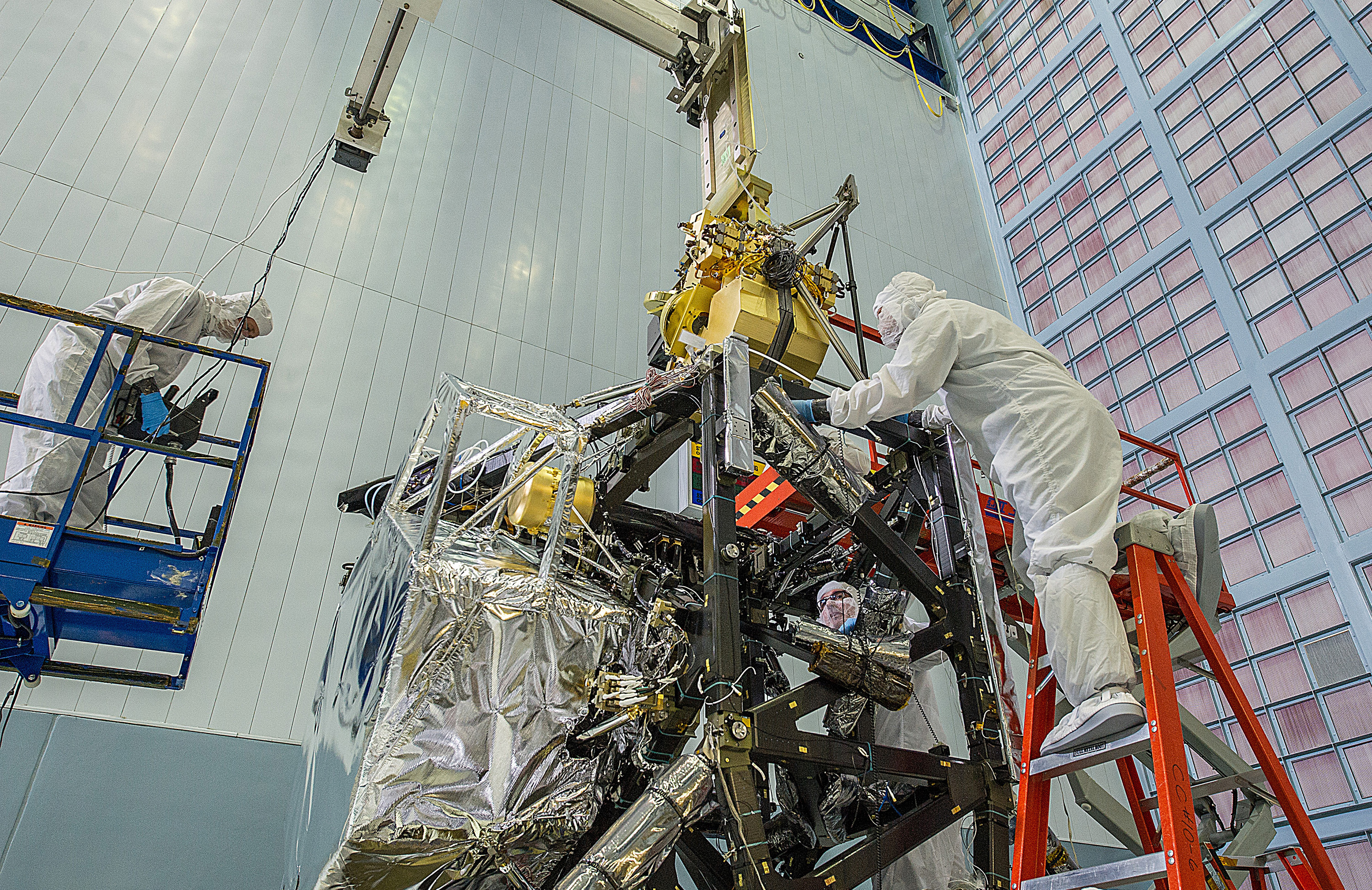
NIRCam sendo instalada em 2014

NIRCam (Near-InfraRed Camera) ou Câmera do Infravermelho Próximo é um instrumento a bordo do Telescópio Espacial James Webb. Tem duas principais funções: como imageador de 0,6 a 5 micrômetros de comprimento de onda e como sensor de frente de onda para manter os 18 segmentos de espelho funcionando como um só. Em outras palavras, é uma câmera e também é usada para fornecer informações para alinhar os 18 segmentos do espelho primário. É uma câmera infravermelha com dez arranjos detectores de mercury cadmium telluride (HgCdTe), e cada arranjo tem uma matriz de 2048×2048 pixels. A câmera tem um campo de visão de 2,2×2,2 minuto de arco com uma resolução angular de 0,07 segundo de arco a 2 μm. A NIRCam também está equipada com coronógrafos, que ajudam a coletar dados sobre exoplanetas próximos a estrelas. Ajuda no imageamento de qualquer coisa próxima a um objeto muito mais brilhante, porque o coronógrafo bloqueia essa luz.
A NIRCam está alojada no Módulo Integrado de Instrumentos Científicos (ISIM). Está conectada ao ISIM mecanicamente com um sistema de suportes cinemáticos na forma estrutural de escoras. Há correias térmicas conectando o conjunto da bancada óptica da NIRCam à estrutura do ISIM e aos radiadores térmicos. Foi projetada para operar entre 32 K (Predefinição:Convert/C F) e 37 K (Predefinição:Convert/C F). A Eletrônica do Plano Focal opera a 290 K.
A NIRCam deve ser capaz de observar objetos tão fracos quanto magnitude +29 com uma exposição de 10.000 segundos (cerca de 2,8 horas). Faz essas observações em luz de 0,6 a 5 μm (600 a 5000 nanômetros) de comprimento de onda. Pode observar em dois campos de visão, e qualquer lado pode fazer imageamento, ou a partir das capacidades do equipamento sensor de frente de onda, espectroscopia. O sensoriamento da frente de onda é muito mais fino que a espessura de um fio de cabelo humano comum. Deve funcionar com uma precisão de pelo menos 93 nanômetros e em testes até conseguiu entre 32 e 52 nm. Um fio de cabelo humano tem milhares de nanômetros de diâmetro.

## Principal

### Componentes

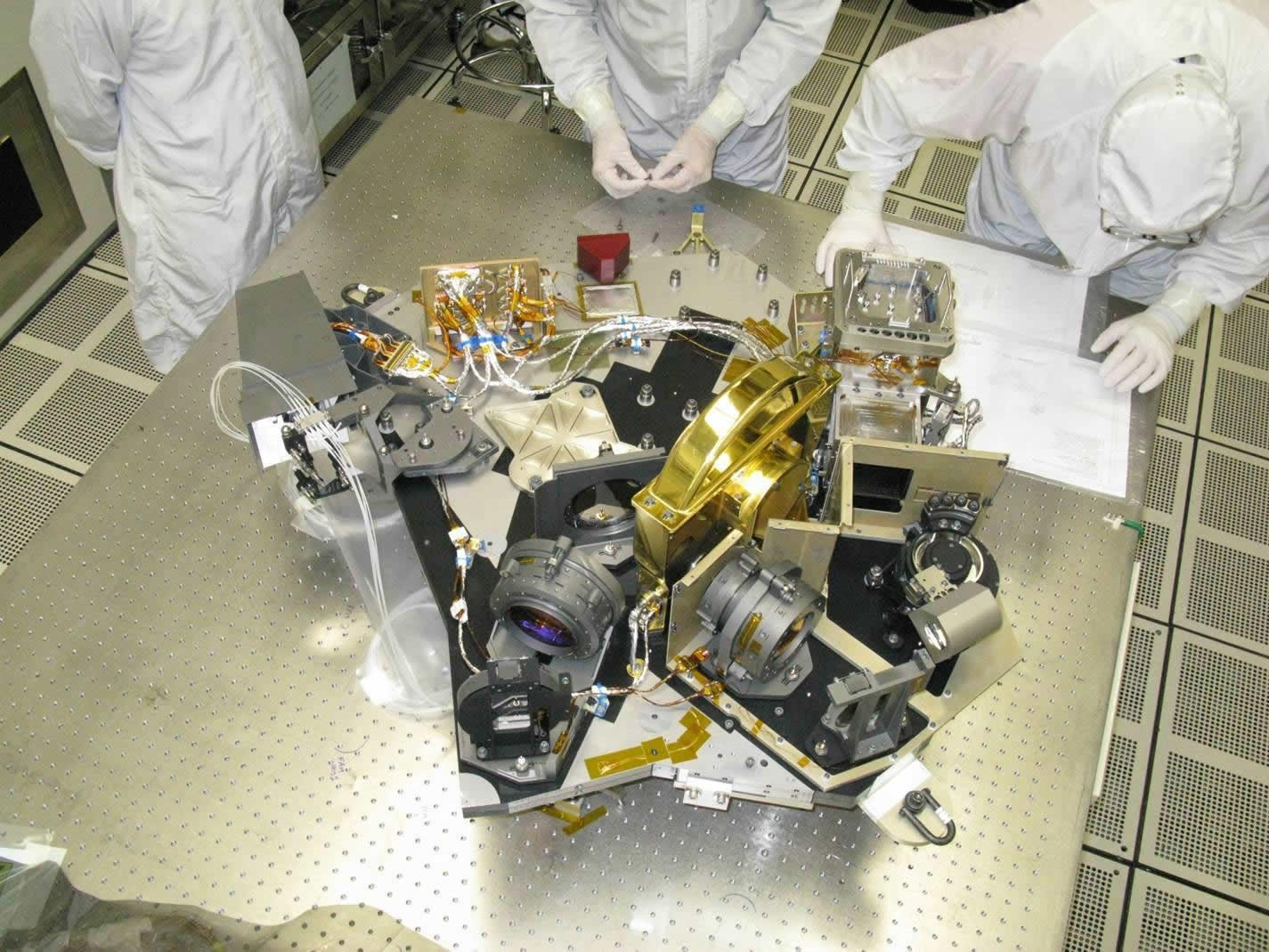
Unidade de Teste de Engenharia da NIRCam, mostrando algumas das óticas internas da NIRCam, como as lentes colimadoras e os espelhos

Os componentes do sensor de frente de onda incluem:
- Sensores Hartmann dispersos
- Prisma de redes para espectroscopia sem fenda na faixa de 2,5–5,0 μm
- Lentes fracas

Partes da NIRCam:
- Espelho de seleção
- Coronógrafo
- Espelho de primeira dobra
- Lentes colimadoras
- Divisor de feixe dicróico
- Roda de filtros de onda longa

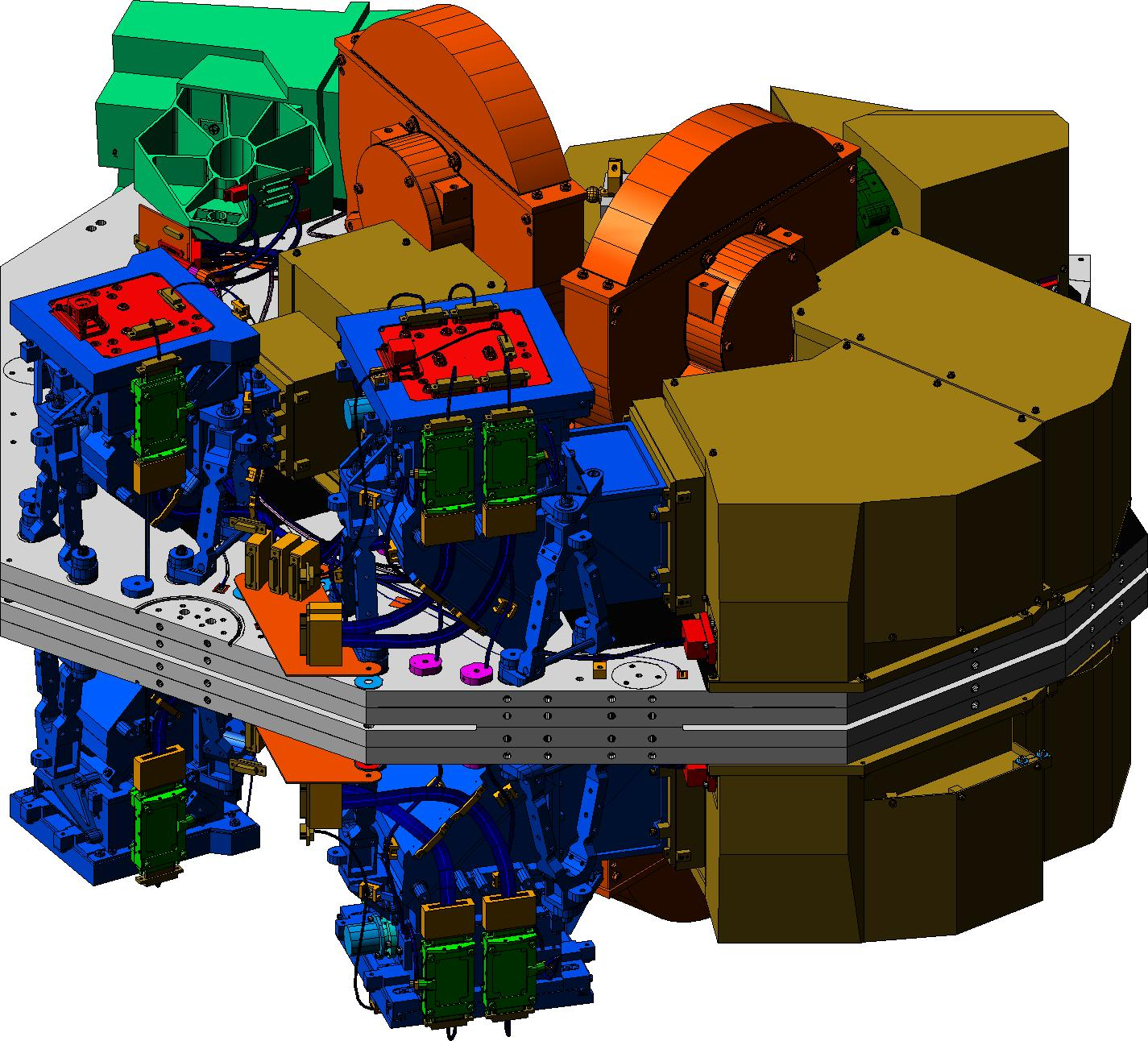
Modelo CAD do módulo NIRCAM

- Grupo de lentes da câmera de onda longa
- Plano focal de onda longa
- Conjunto da roda de filtros de onda curta
- Grupo de lentes da câmera de onda curta
- Espelho de dobra de onda curta
- Lente de imageamento pupilar
- Plano focal de onda curta

### Visão geral

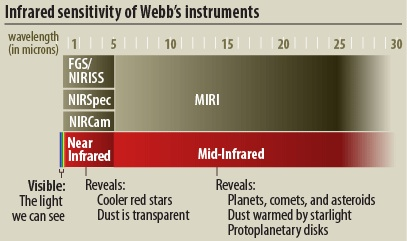
Infográfico dos instrumentos do Telescópio Espacial James Webb e suas faixas de observação da luz por comprimento de onda

A NIRCam tem dois sistemas ópticos completos para redundância. Os dois lados podem operar ao mesmo tempo e visualizar duas seções separadas do céu; os dois lados são chamados de lado A e lado B. As lentes usadas nas óticas internas são refratores tripletos. Os materiais das lentes são fluoreto de lítio (LiF), fluoreto de bário (BaF2) e seleneto de zinco (ZnSe). As lentes tripletas são óticas colimadoras. A maior lente tem 90 mm de abertura clara.
A faixa de comprimento de onda observada é dividida em uma banda de comprimento de onda curto e uma banda de comprimento de onda longo. A banda de comprimento de onda curto vai de 0,6 a 2,3 μm e a banda de comprimento de onda longo vai de 2,4 a 5 μm; ambas têm o mesmo campo de visão e acesso a um coronógrafo. Cada lado da NIRCam visualiza uma seção de 2,2 minutos de arco por 2,2 minutos de arco do céu tanto nos comprimentos de onda curtos quanto longos; no entanto, o braço de comprimento de onda curto tem o dobro da resolução. O braço de comprimento de onda longo tem uma matriz por lado (duas no total), e o braço de comprimento de onda curto tem quatro matrizes por lado, ou 8 no total. O Lado A e o Lado B têm um campo de visão único, mas são adjacentes um ao outro. Em outras palavras, a câmera olha para dois campos de visão de 2,2 minutos de arco de largura que estão próximos um do outro, e cada uma dessas visualizações é observada em comprimentos de onda curtos e longos simultaneamente, com o braço de comprimento de onda curto tendo o dobro da resolução do braço de comprimento de onda mais longo.

### Projeto e fabricação
Os construtores da NIRCam são a Universidade do Arizona, a empresa Lockheed Martin e a Teledyne Technologies, em cooperação com a agência espacial americana, NASA. A Lockheed Martin testou e montou o dispositivo. A Teledyne Technologies projetou e fabricou os dez arranjos detectores de mercury-cadmium-telluride (HgCdTe). A NIRCam foi concluída em julho de 2013 e foi enviada para o Centro de Voo Espacial Goddard, que é o centro da NASA que gerencia o projeto JWST.
Os quatro principais objetivos científicos da NIRCam incluem:
| “ | 1. Explorar a formação e evolução dos primeiros objetos luminosos e revelar a história da reionização do Universo. 2. Determinar como os objetos vistos nos dias atuais (galáxias, galáxias ativas e aglomerados de galáxias) se reuniram e evoluíram a partir de gás, estrelas e metais presentes no Universo primitivo. 3. Melhorar nossa compreensão do nascimento de estrelas e sistemas planetários. 4. Estudar as condições físicas e químicas de objetos em nosso sistema solar com o objetivo de entender a origem dos blocos de construção da vida na Terra. | ” |

## Eletrônica

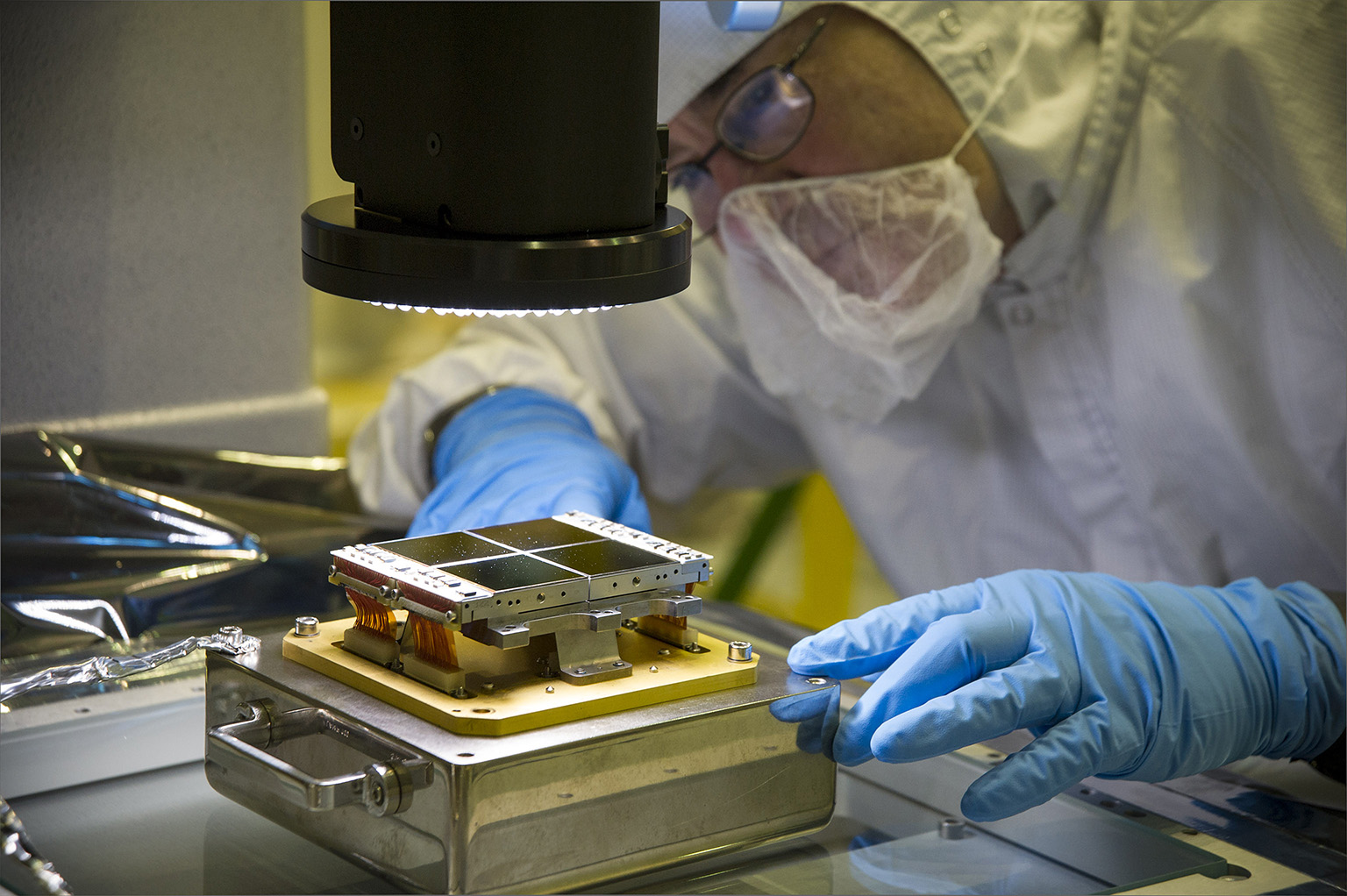
Conjunto do Plano Focal da NIRCam (FPA) passando por inspeção, 2013

Os dados dos sensores de imagem (Arranjos do Plano Focal) são coletados pela Eletrônica do Plano Focal e enviados para o computador do ISIM. Os dados entre o FPE e o computador do ISIM são transferidos por conexão SpaceWire. Há também a Eletrônica de Controle do Instrumento (ICE). Os Arranjos do Plano Focal contêm 40 milhões de pixels.
O FPE fornece ou monitora o seguinte para o FPA:
- Energia regulada
- Sincronização de dados de saída
- Controle de temperatura
- Controles de modo operacional
- Condicionamento de dados de imagem
- Amplificação de dados de imagem
- Digitalização de dados de imagem

## Filtros

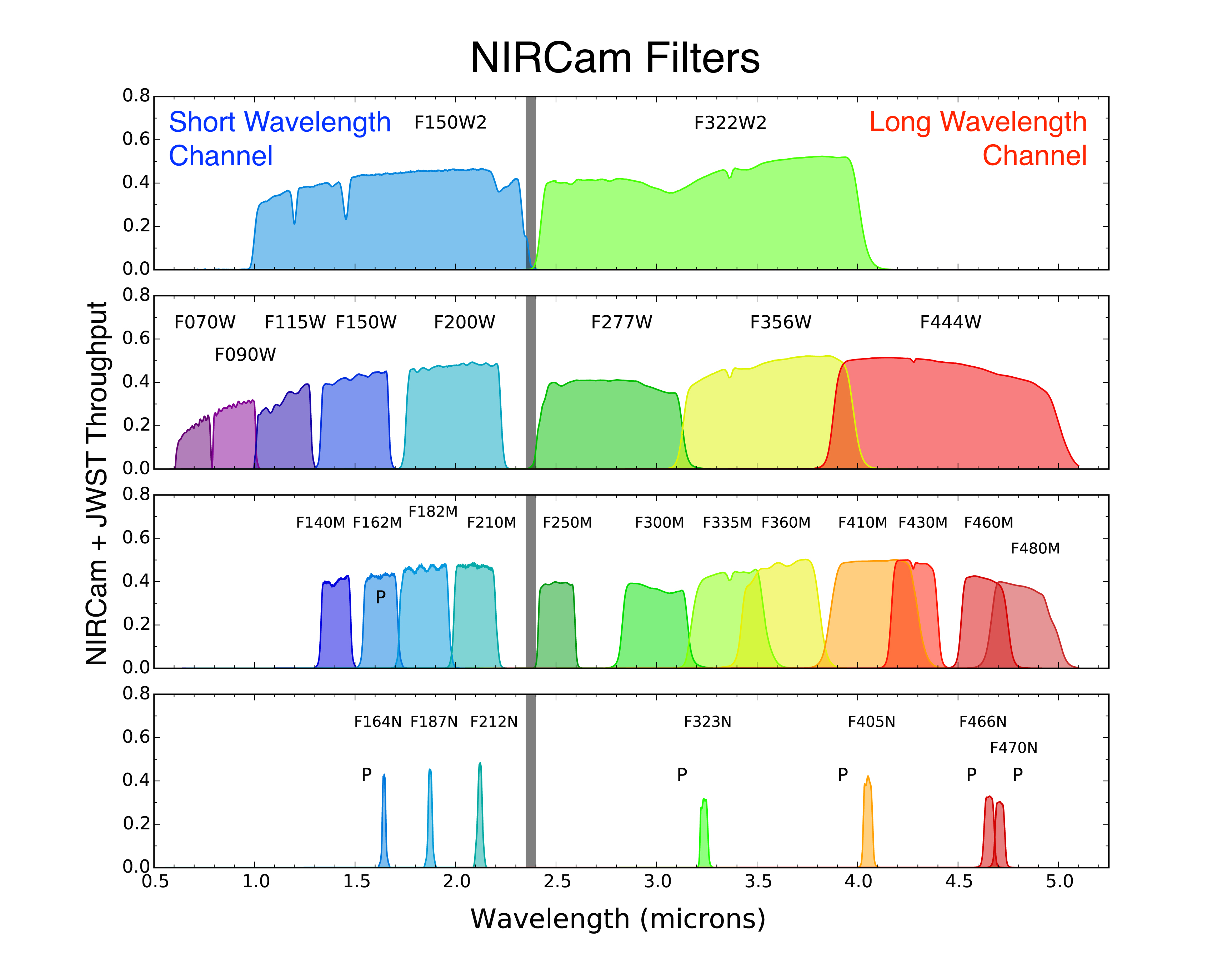
Transmissões dos filtros da NIRCam + Elemento de Telescópio Óptico (OTE) do JWST

A NIRcam inclui rodas de filtros que permitem que a luz vinda das óticas seja enviada através de um filtro óptico antes de ser registrada pelos sensores. Os filtros têm uma certa faixa na qual permitem que a luz passe, bloqueando as outras frequências; isso permite aos operadores da NIRCam algum controle sobre quais frequências são observadas ao fazer uma observação com o telescópio.
Usando múltiplos filtros, o desvio para o vermelho de galáxias distantes pode ser estimado por fotometria.
Filtros da NIRcam:
Canal de comprimento de onda curto (0,6–2,3 μm)
- F070W – Uso geral
- F090W – Uso geral
- F115W – Uso geral
- F140M – Estrelas frias, H2O, CH4

- F150W – Uso geral
- F150W2 – Filtro de bloqueio para F162M, F164N e DHS
- F162M – Estrelas frias, fora da banda para H2O
- F164N – [FeII]
- F182M – Estrelas frias, H2O, CH4

- F187N – Pa-alfa
- F200W – Uso geral
- F210M – H2O, CH4

- F212N – H2

Canal de comprimento de onda longo (2,4–5,0 μm)
- F250M – CH4 continuum

- F277W – Uso geral
- F300M – Gelo d'água
- F322W2 – Mínimo de fundo. Usado principalmente com prismas de rede. Filtro de bloqueio para F323N.
- F323N – H2

- F335M – PAH, H2

- F356W – Uso geral
- F360M – Anãs marrons, planetas, continuum
- F405N – Br-alfa
- F410M – Anãs marrons, planetas, H2O, CH4
- F430M – CO2, N
2

- F444W – Uso geral. Filtro de bloqueio para F405N, F466N, F470N.
- F460M – CO
- F466N – CO
- F470N – H2

- F480M – Anãs marrons, planetas, continuum

## Diagrama rotulado

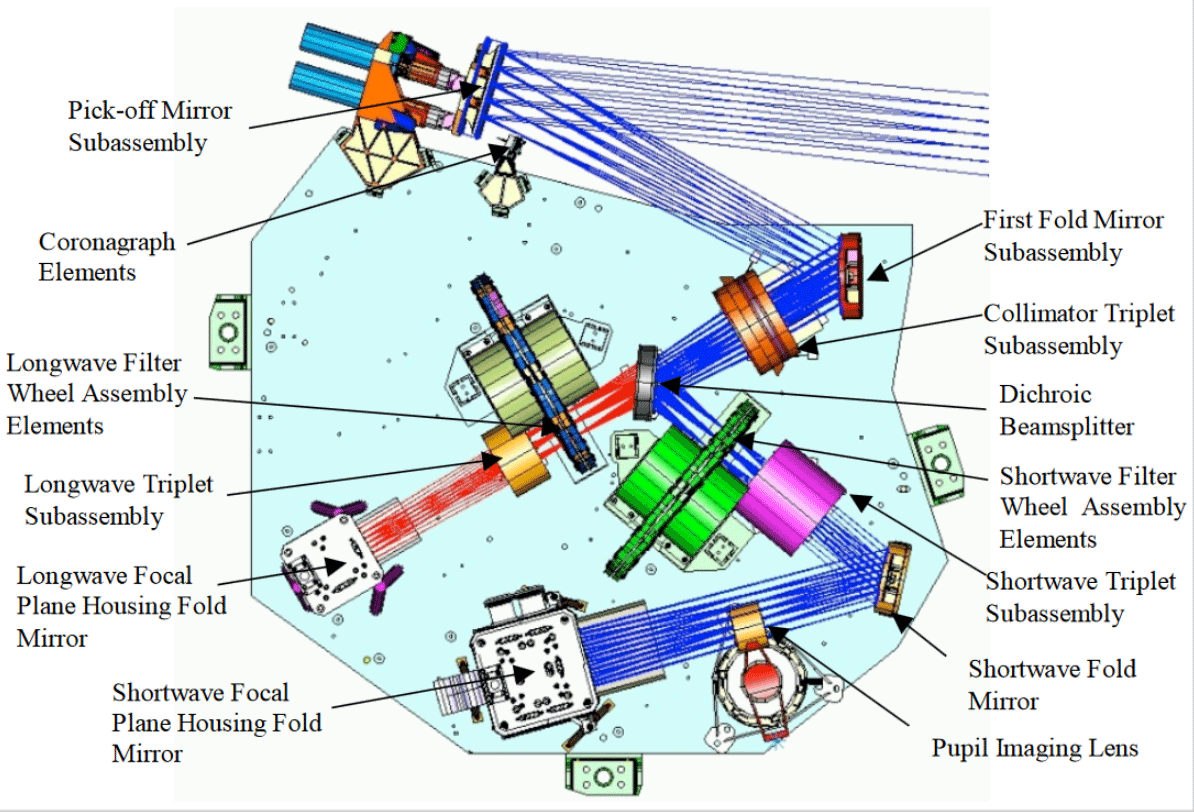
Diagrama rotulado dos componentes da NIRcam